# Louise Colen
Louise Colen, née le 21 juin 1894 à Namur, et morte le 7 janvier 1982 à Saint-Servais, est une institutrice engagée dans la reconnaissance des droits des femmes. Elle devient une figure clé de l’action féministe collective namuroise en se mobilisant pour l’amélioration des conditions de travail et de rémunération des femmes, ainsi que pour leur émancipation par la formation professionnelle et une éducation morale renforcée. Son action s’inscrit dans le contexte du catholicisme social post encyclique Rerum Novarum.

## Biographie

### Origines et formation
Issue d’une famille modeste, Louise Colen grandit dans une société patriarcale, marquée par l’industrialisation et les conditions de vie difficiles. Les hommes, principale main-d’œuvre des usines, sont considérés comme simple force de travail et ne disposent que de droits politiques et juridiques limités face à un patronat bourgeois puissant. Les femmes travaillent isolées, dans de petits ateliers souvent insalubres ou à domicile: leur activité est vue comme un travail d’appoint, non qualifié, peu valorisé. De plus, le modèle de société, centré sur la famille et les valeurs chrétiennes, les cantonne dans leurs rôles traditionnels d’épouses et de mères.
Louise Colen est chrétienne. Elle suit des études professionnelles à l’Institut des Ursulines et obtient un diplôme de sténodactylographie et d’études commerciales. En 1912, elle décroche un diplôme d’institutrice au Jury central de Liège et enseigne pendant six mois au Refuge Saint-Jean de Dieu à Namur. En 1913, après avoir refusé une mutation dans une école à Havelange, elle se retrouve sans emploi et sans ressources. Elle était Auxiliaire de l'Apostolat.

## Engagement Féministe
En avril 1914, Louise Colen rencontre l’abbé Jean Pierlot, directeur des Oeuvres Sociales Ouvrières du diocèse de Namur. Celui-ci engage Louise Colen comme secrétaire du Bureau populaire qu’il a ouvert à la Place de l’Ilon. Ayant pour valeur la justice sociale, il lui propose un salaire équivalent à celui d’un employé masculin, acte exceptionnel dans le contexte social de l’époque.  
Au Bureau populaire (dénommé également Secrétariat des Unions professionnelles chrétiennes des Provinces de Namur et du Luxembourg), Louise Colen s'intéresse aux problèmes sociaux des travailleurs masculins ainsi que à leurs revendications.

### Création du Syndicat de l’Aiguille de Namur (mai 1914)
En mai 1914, l’abbé Pierlot propose à Louise Colen de prendre en charge la question des conditions de vie et de travail des femmes qui, contrairement à celles des hommes, sont ignorées. Il l'envoie chez Victoire Cappe à Liège, fondatrice en 1907 du Syndicat de l’Aiguille (destiné aux travailleuses de l’aiguille) et en 1912 du Secrétariat général des unions professionnelles féminines chrétiennes.
Inspirée par l’exemple liégeois, Louise Colen revient à Namur et avec l’aide d’Elizabeth Castreman (plus communément Betsy), amie devenue patronne d’atelier, elle rassemble une centaine d’ouvrières de la couture. Le 7 juin 1914, elle crée le secrétariat namurois du Syndicat de l’Aiguille. Celui-ci, géré directement par des femmes, défend les intérêts professionnels de ses affiliées et favorise leur autonomie grâce à des cours du soir et des cercles d’étude.
L’organisation s’installe dans la maison Borlée, 27 Place de l’Ilon, lieu qui devient le centre géographique des œuvres sociales et des organisations ouvrières catholiques de la région de Namur.

### Action syndicale (septembre 1914 – 1918)
En août 1914, la guerre plonge la population dans une grande misère. Le syndicat est mis à l’arrêt mais l’action de Louise Colen s’intensifie. En septembre 1914, elle lutte contre le chômage et crée un ouvroir, l’Œuvre du vêtement. De vieux vêtements sont réparés et envoyés aux sinistrés de guerre. Cet atelier redonne du travail aux couturières et tailleuses restées totalement démunies.
Pour les dentellières, Louise Colen fonde en novembre 1914 un syndicat des dentellières (l’Union professionnelle Sainte-Philomène) ainsi qu’un atelier de production de dentelles. En juillet 1915, elle fait appel à Mademoiselle Colette, ancienne employée de commerce, afin de développer le volet commercial. Des filières de vente s’organisent à Namur et à Bruxelles. En janvier 1917, l’atelier se transforme officiellement en « Coopérative des dentellières de Namur ». La création de cette coopérative révèle l’état d’esprit de Louise Colen et des organisations féminines : « Nous estimons que la coopérative, les dentellières de Namur, réalise… les résultats les plus heureux tant au point de vue matériel que moral… Au point de vue moral, le côte à côte journalier d’ ouvrières travaillant dans une atmosphère joyeuse et saine, à un travail qui les intéresse et qui est essentiellement le leur, est une école de formation sociale et morale dont nous avons pu apprécier en maintes circonstances toute la portée… Nous croyons que cette forme d’association… peut devenir un des puissants moyens de relèvement de l’ouvrière par l’ouvrière ».
En parallèle, Louise Colen négocie de meilleures conditions de travail avec certaines manufactures.
D’autres organisations féminines se créent : syndicat des employées de commerce, des petites apprenties, des ouvrières de fabriques (papeterie, verrerie, émaillerie), union professionnelle des institutrices (plus tard section féminine de la Centrale chrétienne du personnel enseignant).
Étant donné le contexte de guerre et les difficultés à mener toute action syndicale, les organisations féminines s’orientent davantage vers l’apprentissage professionnel, l’étude de questions professionnelles et de la doctrine morale et sociale de l’Église. On s’intéresse particulièrement à l’Encyclique Rerum Novarum dans laquelle Louise Colen trouve une confirmation de son action.
En 1916, le secrétariat féminin namurois crée une caisse d’épargne et une mutualité, l’Entraide familiale : celle-ci couvre non seulement les travailleuses mais également les ménagères dont le travail à la maison est reconnu comme précieux.
En 1918, le secrétariat de Namur, tout comme les autres secrétariats régionaux, adoptent le nom de Secrétariat général des œuvres sociales féminines chrétiennes de Belgique (OSFC).

### Formation professionnelle et action sociale (1919 - 1939)
« Voulez-vous être des ouvrières estimées et bien payées ? Soyez de bonnes ouvrières ! Apprenez votre métier dans de bonnes conditions… Mères de famille des villes, faites l’impossible pour ne pas mettre vos filles à la fabrique, à l’usine. Faites-leur apprendre un vrai métier de femmes » .
Après l’Armistice, les syndicats féminins de Namur sont englobés dans les syndicats masculins. C’est la fin de l’action revendicative. La formation professionnelle devient alors centrale pour le secrétariat namurois. Les Ateliers d’apprentissage des métiers féminins sont constitués. Mademoiselle Colette en est la première directrice. Ces ateliers vont devenir l’École professionnelle ménagère de l’Ilon.
Le secrétariat d’apprentissage des métiers féminins est créé en 1919 sous la gestion temporaire de Louise Colen. Il se charge de placer des jeunes apprenties dans des ateliers pour les former à des métiers tels que modiste, coiffeuse, giletière,… Le secrétariat s’assure d’une formation professionnelle de qualité mais également du respect des normes de moralité.
En juin 1919, Louise Colen encourage la formation de ligues des femmes : il est en effet essentiel que le secrétariat ne s’occupe pas seulement des travailleuses mais également de toutes les femmes de famille ouvrière. Les épouses et les mères de familles ouvrières sont conscientisées à l’importance de l’éducation des enfants et de la conduite adéquate de la vie familiale. Des cours d'économie domestique, des ateliers de couture et des conférences sont organisés. Suite au succès de ces derniers, le mouvement des ligues des femmes s’organise au niveau national. La Fédération nationale des ligues ouvrières féminines chrétiennes (LOFC) est fondée en 1921. Louise Colen en est nommée présidente en 1922.
En 1920, Louise Colen devient directrice de la section commerciale pour les employées créée pendant la guerre, devenue ensuite l’École de préparation aux emplois administratifs et de bureau. Cet établissement est malheureusement fermé en 1936 faute de moyens financiers.
Enfin, Louise Colen se forme à l’École sociale catholique de Bruxelles et obtient en 1928 le diplôme d’auxiliaire sociale. Cette formation lui permet de structurer son approche autour de quatre axes principaux : l'action syndicale, la formation professionnelle, la protection sociale et l'éducation permanente.
A la même période, un mouvement de centralisation apparait : la mutuelle « L’entraide familiale » devient une section de la Fédération des Mutualités chrétiennes de l’arrondissement de Namur ; les écoles acquièrent plus d’autonomie et les cercles des jeunes deviennent la jeunesse ouvrière chrétienne féminine (JOCF). Le secrétariat des œuvres sociales féminines chrétiennes de Namur (tout comme le Secrétariat général de Belgique) perd peu à peu de son influence. Les ligues féminines restent au centre des activités du secrétariat d’autant plus que pendant la crise économique de 1929, les femmes sont incitées à laisser les emplois disponibles aux hommes et sont reléguées à leur rôle domestique.

### Continuité des actions et création de Vie Féminine (1940 – 1969)
En 1940, le Secrétariat de l’Ilon est bombardé. Louise Colen reste active dans la lutte sociale, organisant un réseau clandestin de solidarité pour les familles de prisonniers, des ateliers protégés contre le travail forcé, ainsi que la distribution de tracts résistants intitulés « Femmes en action » entre 1942 et 1944.
Après la Libération, elle participe à la refondation du Mouvement Ouvrier Chrétien en 1945 et continue son engagement en accompagnant l'intégration des LOFC dans Vie Féminine en 1969.

## Retraite militante et fin de vie (1970 – 1982)
À partir de 1970, Louise Colen se retire progressivement de la vie militante tout en restant très attachée à Vie Féminine. Elle en demeure une propagandiste active. Elle s’éteint en 1982, à l’âge de 88 ans, laissant un héritage important et multiforme au mouvement social namurois.

## Hommages
En 2017, la ville de Namur attribue le nom de Louise Colen à une rue de Bouge.
Depuis plus de cent ans, le siège régional de Vie Féminine est implanté dans le quartier de l’Ilon, lieu symbolique où Louise Colen a commencé son engagement.
Enfin, la vie de Louise Colen est régulièrement mise en lumière lors d’évènements comme la Journée internationale des droits des femmes du 8 mars 2020 ou encore comme les Journées du Patrimoine de 2021 consacrées aux femmes.